# Градска општина Аеродром
| Насеље         | Број становника | Површина у ha |
| -------------- | --------------- | ------------- |
| Горње Грбице   | 273             | 662           |
| Горње Јарушице | 655             | 1.349         |
| Десимировац    | 1.401           | 1.626         |
| Доње Грбице    | 557             | 1.849         |
| Јовановац      | 1.165           | 996           |
| Крагујевац-део | 24.364          | 1.472         |
| Лужнице        | 1.065           | 2.220         |
| Мали Шењ       | 100             | 360           |
| Миронић        | 99              | 304           |
| Нови Милановац | 406             | 717           |
| Опорница       | 452             | 660           |
| Пајазитово     | 241             | 864           |
| Поскурице      | 573             | 1.029         |
| Ресник         | 1.147           | 3.025         |
| Цветојевац     | 719             | 810           |
| Церовац        | 904             | 1.225         |
| Чумић          | 1.600           | 3.843         |
| Шљивовац       | 493             | 783           |
| УКУПНО         | 36.217          | 23.249        |

Општина Аеродром је бивша градска општина која је била у саставу града Крагујевца.
Настала је 31. маја 2002. године као градска општина Града Крагујевца, а укинута је 4. марта 2008. године. Територија општине Аеродром захватала 232 km². Део насеља Крагујевац који се налази у овој градској општини обухватала је месне заједнице: Петровац, Аеродром, Угљешница, Виногради, Денино Брдо и Шумарице као и рубне делове Поскурица и Опорнице. Општина се састојала од 17 самосталних насеља и дела насеља Крагујевац, организованих у 21 месну заједницу, на територији 20 катастарских општина. Суседне општине су: Страгари, Стари град, Пивара, Станово, Баточина, Рача и Топола.

## Месна заједница Аеродром
Месна заједница Аеродром је настала 1982. године.
Месна заједница Аеродром обухвата део подручја града Крагујевца, и протеже се од раскрснице улица Авалске и Владимира Роловића затим границом МЗ Сушица, осовином улице Авалске, скреће десно и осовинама улице Атинске и Лазара Мићуновића до Белодримске, односно тромеђе са МЗ Виногради и Сушица, скреће десно границом према МЗ Виногради, осовином улице Белодримске до улице Букурешке, скреће десно осовином ул. Букурешке до ул. Владимира Роловића, скреће десно осовином ове улице до ул. Града Караре, односно тромеђе са МЗ Виногради и МЗ Угљешница. Ова МЗ се даље граничи са МЗ Угљешница осовином ул. Владимира Роловића до почетне тачке овог описа.

## Становништво
На подручју ове општине живи 36.000 становника. Преко 60% становника живи на градском делу општине.

## Значајни објекти
- Најважнији парк у општини је Спомен парк Шумарице посвећен жртвама стрељања у Другом светском рату,
- Шумаричко језеро - Градско купалиште затим Општински затвор, Елвод, ПКБ,
- Градска тржница,
- У самом центру Аеродрома налазе се основна школа Мирко Јовановић, која важи за једну од најквалитетнијих у граду, обданиште Полетарац и новоизграђена чесма.
- У ул. Владимира Роловића налази се и новоизграђени православни Храм Светог Саве у чијем комплексу се налази Богословија Св. Јована Златоустог, спортска хала, радио Златоусти.[2]

## Галерија
- Храм Светог Саве
- Богословија Светог Јована Златоустог
- Богословија Светог Јована Златоустог
- Градске тржнице Аеродром
- Шумаричко језеро
- Општине Града Крагујевца
- Општине Града Крагујевца